# Dirk van Alkemade
Dirk Kerstantsz. van Alkemade was van 1560 tot en met 1572 de burgemeester van Den Haag. Hij was dit steeds voor een termijn van een jaar. 

## Biografie
Dirk van Alkemade was de zoon van Costijn Dirksz. en Marietje Michiels van Santen. Hij trouwde in 1538, toen hij schepen was van Delft, met Cornelia van den Eynde (na 1515 - na 1576) en kreeg meerdere kinderen.
Van Alkemade werd rond 1502 naar aangenomen te Delft geboren en overleed in 1574 te Haarlem. Hij was weesmeester vanaf 1557. Op 12 mei 1557 werd hij weesmeester, en kreeg daardoor allerlei privileges; zo mocht hij in Den Haag komen wonen en werd hij vrijgesteld van accijnzen. 

## Burgemeesterschap
Jacob Willemsz. van der Mye werd in 1560 de eerste burgemeester van Den Haag. Op 10 april 1560 werd Dirk van Alkemade ook burgemeester van Den Haag. Toen zijn collega-burgemeester van der Mye op 21 mei 1561 overleed, werd Van Alkemade samen met de weduwe Van der Mey bij testament aangewezen tot voogd. Hij weigerde omdat hij ook nog weesmeester was. Het Hof van Holland wees toen twee andere voogden aan. Tijdens de periode van de Beeldenstorm bleef hij het katholieke geloof trouw, waardoor hij zich gedwongen voelde in 1573 Den Haag te verlaten en naar het katholieke Haarlem te vertrekken. Zijn goederen in Den Haag werden daarbij geconfisqueerd.